# اتفاقية بوتسدام
اتفاقية بوتسدام ( (بالألمانية: Potsdamer Abkommen)‏ كان اتفاق حدث في أغسطس 1945 بين ثلاثة من حلفاء الحرب العالمية الثانية، والمملكة المتحدة والولايات المتحدة والاتحاد السوفيتي. يتعلق الأمر بالاحتلال العسكري وإعادة إعمار ألمانيا وحدودها، ومنطقة أراضي المسرح الأوروبي بأكملها. كما تطرقت إلى تجريد ألمانيا من السلاح ودفعها تعويضات ومقاضاة مجرمي الحرب.
لم يكن الاتفاق معاهدة سلام وفقًا للقانون الدولي وتم تنفيذه كبيان، على الرغم من أنه خلق حقائق مهمة. وقد حلت محلها معاهدة التسوية النهائية فيما يتعلق بألمانيا الموقعة في 12 سبتمبر 1990.
نظرًا لعدم دعوة ديغول لحضور المؤتمر، قاوم الفرنسيون تنفيذ اتفاقات بوتسدام داخل منطقة احتلالهم. على وجه الخصوص، رفض الفرنسيون إعادة توطين أي ألمان طردوا من الشرق. علاوة على ذلك، لم يقبل الفرنسيون أي الالتزام باتفاق بوتسدام في إجراءات مجلس مراقبة الحلفاء؛ على وجه الخصوص رفض جميع المقترحات لوضع سياسات ومؤسسات مشتركة في جميع أنحاء ألمانيا ككل، وأي شيء يخشون أن يؤدي إلى ظهور حكومة ألمانية موحدة في نهاية المطاف.

## بروتوكول
في اتفاقية بوتسدام (مؤتمر برلين) أتفق الحلفاء (المملكة المتحدة والاتحاد السوفيتي والولايات المتحدة الأمريكية) على ما يلي:

## ما بعد الكارثة
بالفعل خلال مؤتمر بوتسدام، في 30 يوليو 1945، تم تشكيل مجلس مراقبة الحلفاء في برلين لتنفيذ قرارات الحلفاء ("الأربعة Ds"):